# Publi Horaci
Publi Horaci (en llatí Publius Horatius) segons la llegenda va ser l'únic Horaci sobrevivent dels trigèmins que van lluitar al combat dels Horacis i Curiacis durant la guerra d'Alba Longa.
Publi va ser l'únic que es va salvar al no afrontar el combat directe. Quan els seus germans van ser morts, va simular una fuga i corrent va distanciar els tres Curiacis els uns dels altres, cosa que li va permetre de combatre'ls un per un i obtenir la victòria. La seva germana Horàcia el va esbaconar per haver matat el seu promès (un dels Curiacis) i també la va matar. Per aquest crim va ser jutjat pels duumvirs i condemnat, però quan el pare va condemnar la filla, Horaci va ser absolt, si bé va haver de passar sota el jou anomenat Sororium Tigillum. A la nova guerra que va esclatar poc després del combat entre els Horacis i Curiacis, el rei Tul·li Hostili va encarregar Publi de la destrucció de la ciutat d'Alba.